# Badula nitida
Badula nitida là một loài thực vật có hoa trong họ Anh thảo. Loài này được (M.J.E.Coode) Coode mô tả khoa học đầu tiên năm 1979.